# Lenguas barawa
Las lenguas barawa son un grupo de lenguas chádicas occidentales del grupo B, habladas en Nigeria.

## Clasificación
Las lenguas barawa junto con las lenguas bade-warji forman el grupo B de las lenguas chádicas occidentales, que a su vez pertenecen a las lenguas afroasiáticas. El grupo barawa incluye una docena de lenguas que usualmente se clasifican en tres subgrupos:
- Lenguas zaar: geji, polchi, saya, zari, zeem.
- Lenguas guruntum-zangwal: guruntum, ju, tala, zangwal.
- Lenguas boghom-mangas: boghom, kir-balar, mangas.

## Comparación léxica
Los numerales en diferentes lenguas barawa son:
| GLOSA | Zaar          | Zaar             | Zaar            | Guruntum | Guruntum         | Boghom          | Boghom  | PROTO- BARAWA         |
| GLOSA | Geji (Gyazi)  | Polci (Palci)    | Saya            | Guruntum | Zangwal          | Boghom          | Mangas  | PROTO- BARAWA         |
| ----- | ------------- | ---------------- | --------------- | -------- | ---------------- | --------------- | ------- | --------------------- |
| '1'   | nə̀m           | nɨ̀m              | nàmbə́ŋ          | ʃàak     | nə́m              | nyìm            | nim     | *nəm                  |
| '2'   | (lôp)         | (rǒp)            | mbə̀ɬíŋ          | (raap)   | kwáap            | ɓáap ɡbwàap     | ɓíin    | *kwaːp, *mbaɬ- (*rap) |
| '3'   | mèkan         | miyèn            | máajìi          | miyaŋ    | màyà             | mói             | mween   | *mayaŋ                |
| '4'   | wupsì         | wupsɨ̀            | wúpsə̀           | ooso     | wúusù            | múpsí           | ùpsi    | *wupsɨ                |
| '5    | nàmtan        | nə̀mtəm           | nândə̀m          | kʸuwun   | nàmtàm           | ndàuní ndóoní   | tùun    | *nəmtam *namtəm       |
| '6'   | mukkà         | maɣà             | lîim            | môon     | màaga            | màak            | màɣà    | *maːɣa                |
| '7'   | nitgi         | wusɨ̀rmìyen (4+3) | wátsə̀maí (4+3)? | nʸeene   | nyínìɡì          | nyàŋɡí          | nyíŋɡi  | *niŋɡi                |
| '8'   | wùsupsì (2x4) | wɨsɨpsɨ̀ (2x4)    | tántán          | ɡèesau   | ʔáasuʔáasù (2x4) | ɓóopsí          | ɡàamzi  | *wusupsɨ (2x4)        |
| '9'   | topsi         | nàtoropsɨ̀        | tɔ́knándə́m       | ɗáar     | áatə̀nə̀n          | ʔáamsóyìm       | kúrúmsa | ?                     |
| '10'  | (kuɬ)         | zup              | zúp             | zùp      | súp              | ŋəmàs wuur nyìm | zúp     | *zup                  |
Las formas entre paréntesis son préstamos procedentes de lenguas sabánicas.